# Tyrrhenus Mons
Tyrrhenus Mons, dawniej Tyrrhena Mons lub Tyrrhena Patera – duży wulkan w kwadrancie Mare Tyrrhenum na Marsie, położony na współrzędnych 21,36° szerokości południowej i 106,53° długości wschodniej. Nazwa „Tyrrhena Patera” odnosi się teraz wyłącznie do depresji centralnej, wulkanicznego krateru lub kaldery. Nazwa pochodzi od zaburzenia albedo. 
Na szczycie można spotkać łańcuchy wądołów, które powstają poprzez zapadanie się pustych podziemnych przestrzeni. Z racji tego, że tworzą one łańcuchy i koncentrycznie ułożone szczeliny, przyjmuje się, że powstały najprawdopodobniej poprzez rozchodzenie się powierzchni. Skorupa rozciągnięta z powodu procesów wulkanicznych, tworzy pustki, do których następnie zapada się materiał skalny, pozostawiając doły. Góra jest jednym z najstarszych wulkanów na Marsie. Z powodu jej znacznego wieku, zbocza Tyrrhenus Mons pokrywają rozchodzące się promieniście wąwozy. Jej powstanie mogło nastąpić przez przebicie się magmy przez zamarznięty grunt, a następnie erupcję w postaci łatwo erodującego popiołu, a nie wypływ lawy.

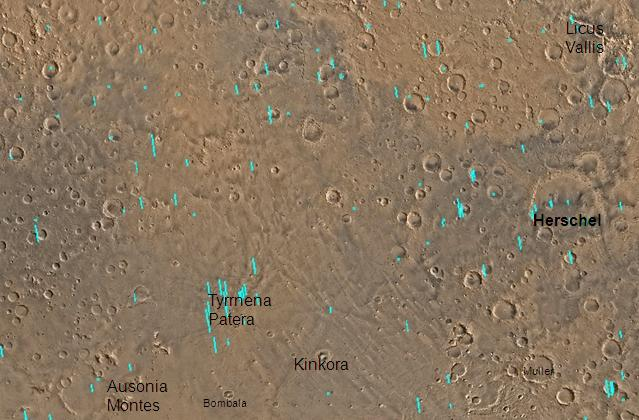
Mapa kwadrantu Mare Tyrrhenum. Tyrrhenus Mons to znacznej wielkości wulkan.
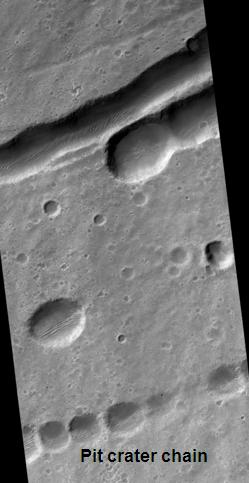
Łańcuchy kraterów i koncentryczne utwory wokół Tyrrhenus Mons sfotografowane przez HiRISE.